# Junkers Ju 88
Junkers Ju 88 este un avion de luptă multirol german cu două motoare folosit de Luftwaffe în Al Doilea Război Mondial. Junkers Flugzeug- und Motorenwerke AG a proiectat avionul la mijlocul anilor 1930 ca un așa-zis bombardier Schnellbomber, care a fost prea rapid pentru ca avioanele de luptă din perioada sa să-l poată intercepta. În timpul primului zbor, prototipul Ju 88 V-1 a atins o viteză de 580 km/h. Au existat mai multe probleme tehnice în timpul dezvoltării și în primele perioade operaționale, dar a devenit unul dintre cele mai versatile avioane de luptă din timpul războiului. După ce a satisfăcut toate solicitările Luftwaffe, inclusiv posibilitatea bombardării țintelor navale, viteza maximă a scăzut la 450 km/h.

Junkers Ju 88 A-4

În ciuda unei dezvoltări prelungite, a devenit unul dintre cele mai importante avioane ale Luftwaffe. Linia de asamblare a funcționat constant din 1936 până în 1945 și au fost construite peste 15.180 de Ju 88 în zeci de variante, mai mult decât orice altă aeronavă germană cu două motoare din acea perioadă. Pe parcursul producției, structura de bază a aeronavei a rămas neschimbată.
Primele misiuni ale lui Ju 88 A-1 au fost împotriva navelor din apropierea Norvegiei în 1939.
A fost folosit în război și de Forțele Aeriene Române, modelele Ju 88D-1, Ju 88D-3, ulterior Ju 88A-4. După război până la începutul anilor 1950, au fost folosite în România ca antrenament.